# 테오도로 오비앙 응게마 음바소고
테오도로 오비앙 응게마 음바소고(스페인어: Teodoro Obiang Nguema Mbasogo, 1942년 6월 5일~)는 제2대 적도 기니의 대통령이다. 그는 1979년부터 오랜 기간 대통령직을 이어가고 있다.
아코아캉(Acoacán)의 에상기 부족(Esangui clan)에서 태어났으며 식민지 시대에 군에 입대해 스페인의 사라고사에 있는 사관학교에 다녔다. 프란시스코 마시아스 응게마가 대통령에 당선될 당시 그는 중위로 복무 중이었다.

## 마시아스 정권
마시아스 정권하에서 오비앙은 비오코 주지사, 블랙비치 감옥의 간수장, 국가 방위대장 등 다양한 관직을 지냈다.

## 대통령직 수행
그는 1979년 8월 3일 프란시스코 마시아스를 유혈 쿠데타로 축출했다. 마시아스는 십여 년간 폭정을 휘두른 혐의로 사형에 처해졌고 9월 29일 총살당했다. 오비앙은 새로 세워질 정부가 마시아스 정권하의 억압적인 통치에서 벗어나 새로운 출발을 해야 한다고 선언했다. 그가 집권할 당시 국가 재정은 파탄이 난 상태였고 인구는 1968년 독립당시와 비교해 1/3으로 떨어져 있었다. 120만에 이르렀던 인구의 절반이 스페인 이나 인근 아프리카 국가로 피신했으며 나머지 상당수는 마시아스 독재정권에 의해 살해당했다. 오비앙은 1979년 10월 정식으로 대통령직을 수행했다.
1982년 새헌법이 재정되었고 오비앙은 7년임기의 대통령에 취임한다. 그는 1989년 단독 출마해 재선된다. 다당제가 채택 이후 1996년과 2002년에도 연속으로 출마해 재선되는데 이 선거는 국제사회로부터 부정선거로 비난 받고 있다.
오비앙정권은 1991년 다당제 채택 이후에도 분명한 독재정권의 특징을 보여준다. 국제사회에서 오비앙정권은 세계에서 가장 부패하고 국수적이며 억압적이고 반민주적인 정부로 간주된다. 적도기니는 현재 실질적으로 오비앙의 적도기니 민주당 (Democratic Party of Equatorial Guinea, PDGE)에 의한 일당독재가 이루어지고 있다. 2008년 미국의 저널리스트 피터 마스(Peter Maass) 오비앙을 짐바브웨의 로버트 무가베대통령 이상 가는 아프리카 최악의 독재자로 규정했다. 적도기니의 헌법과 하위법령은 오비앙에게 광범위한 권력을 부여하고 있다.
100석의 적도기니 의회 의석 모두가 적도기니 민주당과 그 추종 정당에 의해 장악된 상태이다. 반대파는 자신들의 견해를 표출할 수 있는 언론의 자유를 박탈당한체 그 활동을 제약받고있다. 1979년 이후 90% 가까운 반대파 정치인들이 추방을 당했고 550명의 반오비앙 활동가들이 억울하게 투옥되었으며 몇몇은 살해당하기도 했다.
2003년 7월 국영 라디오 방송은 오비앙을 "절대자와 영원한 계약을 맺은 신"으로 규정하고 "그 누구의 해명도 필요없이 죽음을 내릴 수 있다"고 선언했는데 이미 1993년 오비앙 스스로가 비슷한 맥락의 발언을 한 적이 있다. 이러한 발언에도 불구하고 그는 자신이 독실한 가톨릭 신자임을 주장하고 있으며 교황 요한 바오로 2세와 교황 베네딕토 16세에 의해 초청받기도 했다. 전임자 마시아스 또한 자신을 신으로 선언한 바 있다.
오비앙은 대중연설 끝에 "공화국의 안녕"보다 "자기자신의 안녕"을 염원하는 등 자기숭배를 강요했다. 주요건물들에 대통령의 방이 별도로 마련되었고 많은 마을과 거리에서 오비앙의 쿠데타를 기념하는 상징물이 세워졌다. 대중들사이에는 그의 얼굴이 새겨진 옷을 입고 다니는 것이 유행이 되었다.
아프리카의 악명 높은 독재자였던 전임자 마시아스와 이디 아민 그리고 모부투 세세 세코처럼 오비앙은 자기자신에 대한 다양한 칭호를 만들었다. 그중 알려진 것이 "위대한 섬 비오코와 아노봉, 리우 무니의 선지자(gentleman)"이다. 또한 그는 그 스스로 엘 제페(El Jefe, the boss)라 칭했다.
이디 아민과 비슷하게 오비앙은 자신이 환생을 위해 식인을 한다는 소문을 공공연히 퍼트렸다. 오비앙의 선조이기도 한 중앙 및 서부 아프리카의 팡족(Fang)들에게 식인풍습은 수세기 동안 그들을 두려움에 떨게 만드는 것이었다. 이 식인풍습에 대한 소문은 사회적 불안을 야기하기 위한 심리전의 일환으로 쓰인 것이라고 예전 적도기니 거주자들은 증언하고 있다.
경제잡지 포브스는 오비앙을 가장 부유한 국가 지도자중 하나로 지목하면서 600만 달러의 총 자산을 가지고 있다고 보도했다. 이에 대해 적도기니의 매체들은 포브스가 국가의 재산을 오비앙 개인재산으로 잘못 집계한 것이라고 반박했다.
2003년 오비앙은 공무원들이 부정행위에 개입되는 것을 막기 위해 모든 국가 재산을 강제적으로 몰수할 필요성을 느낀다고 대중 연설한 바 있다. 이러한 부정을 막기 위해 오비앙과 그의 가족은 5000만 달러가 넘는 금액을 워싱턴에 있는 릭스 은행에 자신들 명의로 예금시켰다. 이 사건으로 인해 릭스 은행은 미국 연방법원으로부터 1600만 달러의 벌금을 부과받았다.

### 2004년 쿠데타 시도
2004년 3월 오비앙은 그의 정부를 전복시키기 위한 쿠데타 논의가 미국, 영국, 스페인의 정보국 그리고 마크 대처와 사이먼 맨사이에 이루어졌음을 알렸다.
짐바브웨의 하라레에 착륙한 비행기와 관련해 15명이 적도기니에서 쿠데타 혐의로 체포되었고 당국에 의해 즉시 감금되었다. 짐바브웨 정부는 그 비행기가 오비앙 정권을 전복하기 위해 무장한 백인 용병들을 싣고 적도기니로 향하고 있었다고 주장했다.
그러나 미국계인 비행기의 기장은 탑승자들이 콩고 민주 공화국의 광산회사인 JFPI 기업의 자산을 경호하기 위해 콩고 민주 공화국으로 향하는 길이었다고 주장했다.
한편 오비앙 대통령은 서방 정부들이 적도기니의 추방된 정치지도자이자 망명정부 수반인 세베로 모토 은사를 대통령으로 세우고 싶어 한다고 비난했다.
적도기니 매체는 용병 대장으로 지목한 닉 두 토이가 오비앙을 살해하려는 의도는 없었지만 그를 추방하려는 의도는 있었다고 보도한 바 있다.

## 재정
오비앙은 워싱턴에 본부를 둔 릭스은행(Riggs Bank)과 밀접한 관계를 맺고 있다. 그는 릭스 은행 관계자로부터 환영받았으며 오찬을 함께했다고 주장했다. (릭스 은행의 파산이 이와 밀접하게 연관되어 있다는 주장도 있다)
그는 또한 캘리포니아의 말리부(Malibu)에 부동산을 소유하고 있는데 말리부지역에서 가장 비싼 세금을 낸다고 전해진다.

## 후계 문제
오비앙이 전립선암을 앓고 있으며 합병증으로 건강이 좋지 못하다는 소문은 공공연히 알려진 사실이다. 그의 체중은 50kg이 채 되지 않으며 종종 극심한 통증을 느낀다고 전해진다. 로버트 영 펠튼(Robert Young Pelton)은 2007년 바타(Bata)에서 오비앙을 인터뷰했는데 약간의 당뇨병을 가지고 있었을 뿐 건강상으론 아무런 문제가 없었다고 밝혔다. 매달 두 번씩 해외 방문을 하는 그의 일정도 건강 상태를 악화의 원인이다. 그는 2005년 12월 교황 베네딕토 16세와 비공식적으로 만남을 가지기도 했다.
후계자 문제는 적도기니의 가장 중요한 이슈 중 하나이다. 적도기니 출신의 유망한 정치가가 없는 가운데 오비앙은 그의 아들 테오도린 응게마 오비앙(Teodorín Nguema Obiang)을 후계자로 선호하고 있다. 또다른 유력 후보 중 한 명은 그의 동생인 아르멘골 온도 응게마(Armengol Ondo Nguema)이다.
2021년 11월, 테오도로 오비앙 응게마 음바소고는 2022년 대통령 선거 후보로 당 대회에서 임명되었다. 이후 6선에 성공했다.

## 역대 선거 결과
| 선거명      | 직책명             | 대수 | 정당             | 득표율 | 득표수    | 결과 | 당락 |
| ----------- | ------------------ | ---- | ---------------- | ------ | --------- | ---- | ---- |
| 1989년 선거 | 적도 기니의 대통령 | 2대  | 적도 기니 민주당 | 99.0%  | 무투표    | 1위  |      |
| 1996년 선거 | 적도 기니의 대통령 | 2대  | 적도 기니 민주당 | 97.85% | 179,592표 | 1위  |      |
| 2002년 선거 | 적도 기니의 대통령 | 2대  | 적도 기니 민주당 | 97.06% | 204,367표 | 1위  |      |
| 2009년 선거 | 적도 기니의 대통령 | 2대  | 적도 기니 민주당 | 95.76% | 260,462표 | 1위  |      |
| 2016년 선거 | 적도 기니의 대통령 | 2대  | 적도 기니 민주당 | 93.53% | 271,177표 | 1위  |      |
| 2022년 선거 | 적도 기니의 대통령 | 2대  | 적도 기니 민주당 | 97.00% | 405,910표 | 1위  |      |